# 母親 (2008年電影)
《母親》為一套於2008年1月26日公映的日本電影。電影改編自野上照代的著作《給父親的安魂曲》（父へのレクイエム）。
此部電影為第58屆柏林國際電影節的參賽作品之一（以《KABEI―OurMother》的劇名參展），並在17個國家上映。
電影亦成為第32屆香港國際電影節的開幕電影之一。

## 角色及演員
- 野上佳代：吉永小百合
- 山崎徹：淺野忠信
- 野上久子：檀麗
- 野上初子（少女時期）：志田未来
- 野上照美（少女時期）：佐藤未来
- 小菅：笹野高史
- 福田（鄰居委員會組長）：（原名：緒方義博）
- 福田健一：神戶浩
- 小宮山：近藤公園
- 渡邊夫人：茅島成美
- 藤岡久太郎：中村梅之助
- 小林稔侍
- 島崎：松田洋治
- 派出所的巡警：赤塚真人
- 杉本（檢察官）：吹越滿
- 藤岡文：左時枝
- 二階堂肇：鈴木瑞穗
- 野上照美（成年時期）：戶田惠子
- 野上初子（成年時期）：倍賞千惠子（特別演出）
- 野村（醫生）：大瀧秀治
- 藤岡仙吉：笑福亭鶴瓶
- 野上滋：坂東三津五郎

## 製作人員
- 導演：山田洋次
- 監製：深澤宏、矢島孝
- 原作：野上照代 《給父親的安魂曲》
- 編劇：山田洋次、平松惠美子
- 攝影：長沼六男（JSC）
- 美術：出川三男
- 音樂：富田勳
- 女高音：
- 照明：中須岳士（JSL）
- 編輯：石井巖
- 錄音：岸田和美
- 硬照：金田正
- 製片主管：相場貴和
- 策劃：齊藤朋彥
- 協力：埼玉縣、川口市、東寶STUDIO
- 製作委員會：松竹、住友商事、朝日電視台、博報堂DY MEDIA PARTNERS、衛星劇場、日本出版販賣、FM東京、Yahoo! JAPAN、讀賣新聞社、朝日放送、名古屋電視台

## 外景拍攝場地
- SKIPCITY

位於埼玉縣川口市上青木、重現1940年代的城市沿街建築的露天布景。
- 橫濱市立青葉台中學校

被用作30年前的學校的拍攝場地。學校的足球學會和美術學會成員也充當臨時演員，參與電影的拍攝工作。

## 外部連結
- 電影官方網站 （页面存档备份，存于）